# Jaynagar Mazilpur

Jaynagar Mazilpur (alternativt Jaynagar Majilpur) är en stad i den indiska delstaten Västbengalen, och tillhör distriktet Dakshin 24 Parganas. Folkmängden uppgick till cirka 25 922 invånare vid folkräkningen 2011, med förorter cirka 90 522 invånare.